# Rudolf Kögler

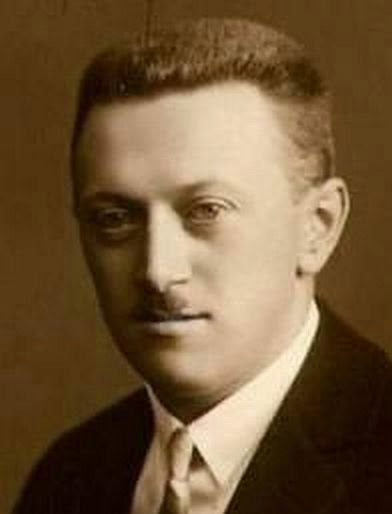
Rudolf Kögler

Rudolf Kögler (* 1899 in Schönlinde; † 1949 ebenda) ist der Begründer des ersten Naturlehrpfades in Böhmen.
Rudolf Kögler war von Beruf Textilgestalter, er interessierte sich jedoch schon als Kind für die Natur. Er widmete sich unter anderem der Astronomie und Botanik, aber vor allem interessierte er sich für die Geologie. In den Jahren 1931 bis 1935 erstellte er mit den Gesteinen seiner Heimat eine wohl einzigartige geologische Karte, welche auch heute noch im Garten seines Hauses erhalten ist und besichtigt werden kann.
Schon bei der Arbeit an der geologischen Karte reifte in ihm der Gedanke, entlang der  bedeutendsten geologischen Fundorte einen Naturlehrpfad zu errichten. Der am 12. Oktober 1941 eröffnete 12 km lange Weg führte entlang der Lausitzer Überschiebung vom Kalkofen bei Daubitz bis zum Wolfsberg und war mit 70 hölzernen Tafeln zur Geologie und Botanik versehen. Nach der Vertreibung der deutschen Bevölkerung in Böhmen 1945 verfiel der Lehrpfad, erst im Jahr 2006 wurde er auf fast gleicher Wegführung neu eröffnet. Rudolf Kögler zu Ehren wird der Weg heute als Köglers Naturpfad (tschechisch: Köglerova naučná stezka) bezeichnet.

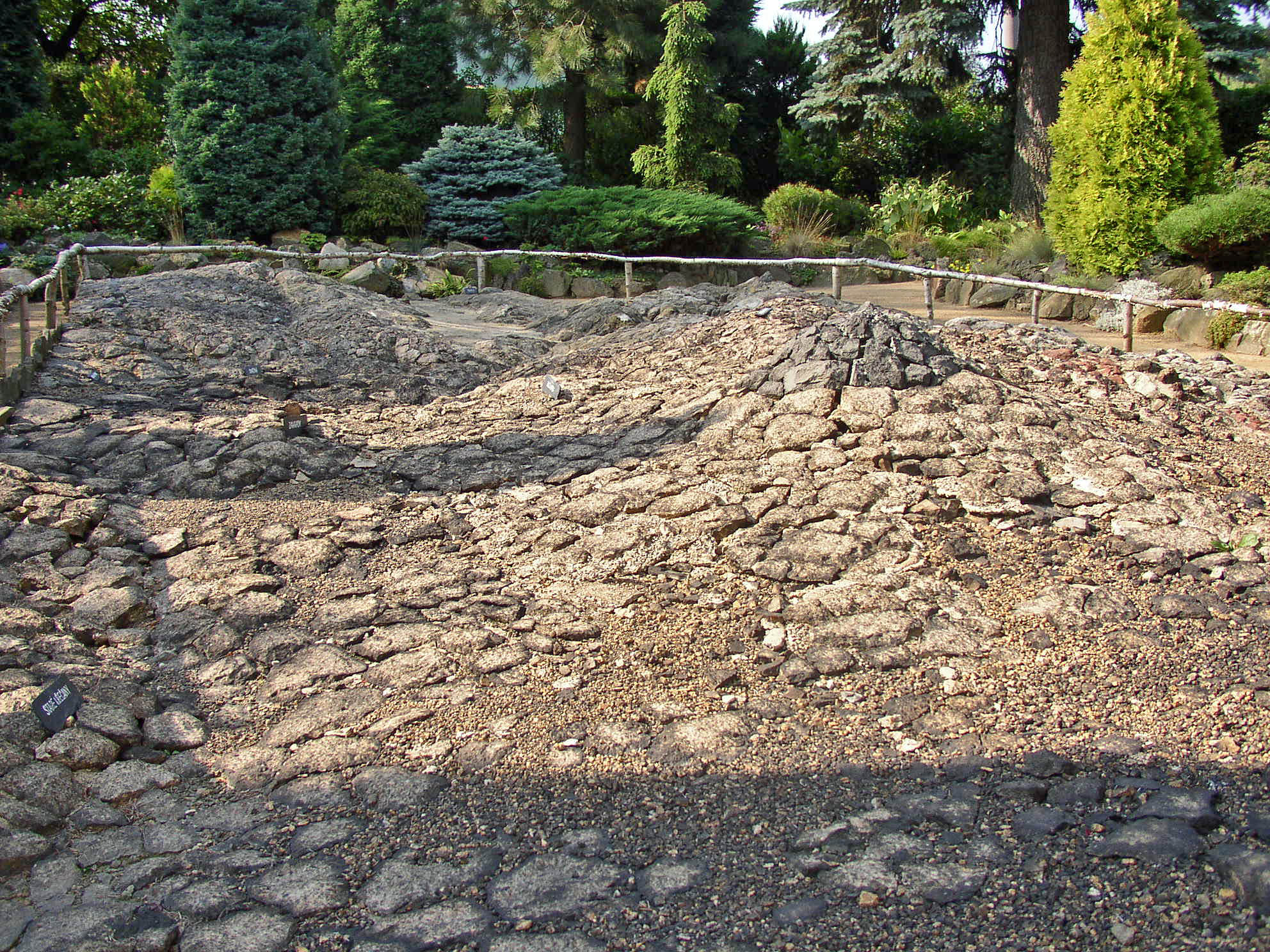
Geologische Relief-Karte aus heimischen Gesteinen in seinem Garten in Schönlinde (Kráná Lípa), unter Denkmalschutz
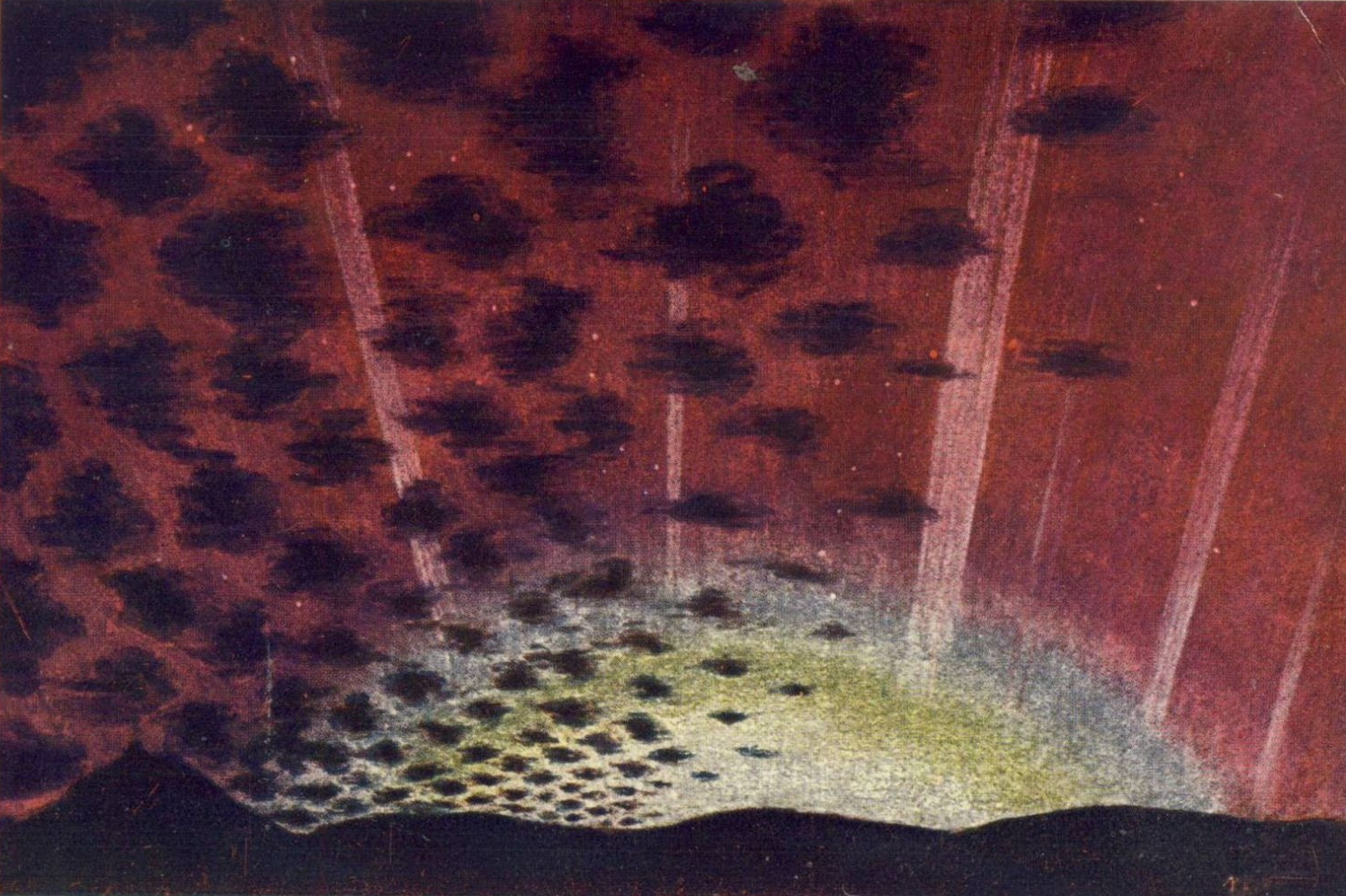
Polarlicht am 25. Januar 1938, Pastell von Rudolf Kögler
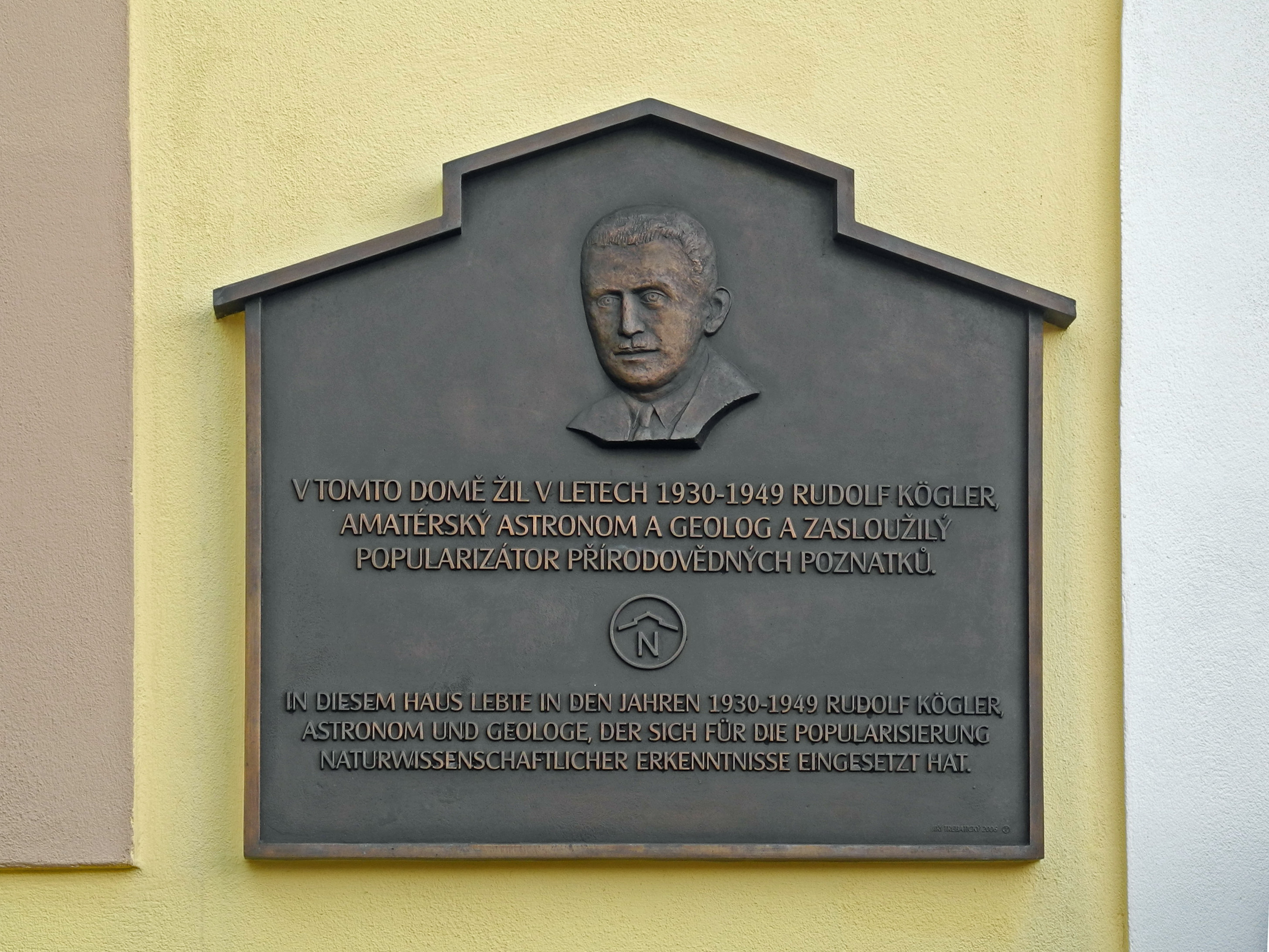
Gedenktafel am Haus von Rudolf Kögler in Gärten